# A Última Festa
A Última Festa é um filme de comédia romântica brasileiro de 2023 dirigido e escrito por Matheus Souza. Produzido pela Coqueirão Pictures, o filme acompanha o quarteto de amigos Nina (Marina Moschen), Nathan (Christian Malheiros), Bianca (Thalita Meneghim) e Marina (Giulia Gayoso) que estão vivenciando dilemas amorosos e novas experiências às vésperas da formatura do ensino médio. Conta ainda com as atuações de Victor Meyniel, Victor Lamoglia e Zezé Motta em participações especiais.
A Última Festa foi lançado nos cinemas do Brasil em 26 de janeiro de 2023 pela H2O Films. O filme foi recebido com avaliações mistas e positivas por parte da crítica cinematográfica que, em geral, o consideraram acima da média dos últimos lançamentos, no entanto com problemas no roteiro e atuações. Em seu Instagram, Matheus Souza disse que considera o filme como uma finalização da trilogia “Amor Enquanto Jovem”, iniciada por Ana e Vitória e seguida de Me Sinto Bem Com Você, filmes roteirizados e dirigidos por ele.

## Sinopse
O centro da trama gira em torno de Nina (Marina Moschen), Nathan (Christian Malheiros), Bianca (Thalita Meneghim) e Marina (Giulia Gayoso). Nina, apesar de ter namorado ao longo de todo o Ensino Médio e ainda nutrir amor por seu parceiro, almeja vivenciar novas experiências. Nathan, por sua vez, experimenta uma sensação de não pertencimento a nenhum grupo específico. Bianca, conhecida por sua dedicação aos estudos ao longo do ano para o vestibular, aguardava ansiosamente pela festa de formatura. Já Marina, caracterizada por sua sinceridade exagerada, mantém um relacionamento com um rapaz extraordinariamente adorável que a inspirou a adotar uma postura mais leve.
Enquanto Nina opta por encerrar o relacionamento de longa data para aproveitar a vida, Marina tenta perder a virgindade com o namorado. Na ambulância durante a festa, acompanhando o namorado que exagerou na bebida, Bianca se depara com um novo interesse romântico. Por sua vez, Nathan, ao aceitar um desafio proposto pelo rapaz mais atraente da escola, se envolve em uma paixão improvável.

## Elenco
- Marina Moschen como Nina[5]
  - Rosa Cirillo como Nina (aos 7 anos)
  - Lara Ryff como Nina (jovem)
- Christian Malheiros como Nathan
  - Luca Cunha como Nathan (jovem)
- Thalita Meneghim como Bianca
  - Renata Lisboa como Bianca (jovem)
- Giulia Gayoso como Marina
  - Fernanda Wenke como Marina (jovem)
- Muse Maya como Zelda Ferreira
  - Naiara Marques como Zelda Ferreira (aos 7 anos)
- Victor Meyniel como Leo
- Victor Lamoglia como Caio
- Richard Abelha como Diego
- Caíque Nogueira como Juliano
- Leo Cidade como Leandro
- Rafael Canedo como João Gabriel
- Ingrid da Matta como Ana
- Lui Avallos como Rafael
- Sara Lopes como Tati
- Patrick D'Orlando como Caricaturista
- Zezé Motta como  Mãe do Nathan

## Produção

### Concepção e desenvolvimento
A Última Festa é uma criação do cineasta Matheus Souza, que assume o posto de diretor e roteirista da obra. A ideia de Souza era que a ambientação do filme fosse o mais próximo possível do Palácio de Versalhes, na França. O produtor Diogo Dahl gravou então em palácios situados em Lisboa, Portugal, em 2019, transformando três locações em apenas uma. O filme é uma produção da Coqueirão Filmes em coprodução com a agência portuguesa Ar de Filmes e as empresas nacionais Globo Filmes e Telecine.

## Lançamento
As primeiras imagens da comédia romântica A Última Festa começaram a ser divulgadas em fevereiro de 2022, destacando os atores Marina Moschen, Christian Malheiros,Thalita Meneghim e Giulia Gayoso no elenco. O cartaz e o trailer oficial começaram a ser distribuídos em 22 de novembro de 2022 pela H2O Films. O filme foi lançado diretamente nos cinemas do Brasil em 26 de janeiro de 2023.

## Recepção

### Bilheteria
A Última Festa não obteve sucesso comercial em seu lançamento nos cinemas. De acordo com dados da Ancine, o filme foi distribuído em 69 salas de cinema pelo Brasil e foi assistido por cerca de 1.850 pessoas, gerando uma receita de R$ 34.908,58. Devido a baixa repercussão, permaneceu em cartaz por apenas duas semanas (14 dias) e foram realizadas 606 sessões de exibição.

### Resposta da crítica
Em sua crítica ao O Globo, Ruy Gardnier escreveu que Matheus Souza se empenha intensamente para garantir que as falas dos personagens em sua obra sejam perspicazes, inteligentes e bem-humoradas, resultando em reações positivas da audiência. No entanto, a consistência na expressão dos personagens revela um estilo de escrita peculiar ao roteirista, imerso em seu próprio universo criativo. Ele ressalta que as situações enfrentadas pelos personagens, como a perda da virgindade, términos de relacionamentos, humilhação por outros e envolvimento com parceiros questionáveis, parecem seguir um padrão previsível, servindo principalmente como veículos para diálogos inteligentes e bem-humorados. Para Gardnier, a percepção emerge de que, apesar da sofisticação dos diálogos, o verdadeiro diálogo perfeito é aquele que confere autenticidade à imagem, superando o fetichismo precioso do escritor.
Carlos Eduardo Corrales, do website Delfos, escreveu que o filme apresenta problemas no roteiro, com muitos aspectos do cinema norte-americano, mas ainda é um filme acima da média na comédia dramática nacional. O crítico atribuiu a nota 3,5 de 5 estrelas () e disse que "[...] A impressão que dá é que foi escrito por alguém que não fez ensino médio no Brasil, ou cujo único contato com essa idade envolve o que os EUA retratam em filmes como American Pie", no entanto concluiu dizendo que é um filme "com problemas, mas ainda assim é bem legal".
Beatriz Queiroz, para o jornal Metrópoles, classificou o filme como "Ótimo". "A Última Festa é, realmente, uma grata comédia romântica adolescente. Com produção de Diogo Dahl e direção de Matheus Souza, o longa-metragem aparece como uma aposta certa para quem busca opções leves e divertidas, mas também oferece momentos de identificação para qualquer pessoa que já passou pela transição entre a adolescência e a vida adulta", escreveu Queiroz. Ela também pontuou o desempenho dos coadjuavantes, sobretudo pelas participações de Victor Meyniel e Victor Lamoglia: "Embora o filme seja focada nos quatro amigos, alguns personagens aparecem para completar a história, mas dois deles chamam mais atenção: Leo (Meyniel) e Caio (Lamoglia). Os coadjuvantes entregam a dose certa de talento, carisma e humor para despertar risadas fáceis e empatia do público".